# Stéphane Aziz Ki
Stéphane Aziz Ki, né le 6 mars 1996 à Adjamé en Côte d'Ivoire, est un footballeur international burkinabé, qui joue au poste de milieu offensif au Wydad AC.

## Biographie

### En club
Stéphane Aziz Ki passe une partie de sa formation au Rayo Vallecano, avant de rejoindre en 2015 le CD San Roque en troisième division espagnole.
En 2017, il rallie Chypre et le club de l'Omónia Nicosie, avant d'être prêté en janvier 2018 à l'Aris Limassol. À l'issue de la saison, il s'engage en faveur du Nea Salamina Famagouste.
En janvier 2019, il fait son retour dans son pays natal en rejoignant l'AFAD Djékanou. Deux ans plus tard, il s'engage en faveur de l'ASEC Mimosas, avec qui il est sacré champion de Côte d'Ivoire en 2021 et 2022.
En 2022, il rejoint le club tanzanien du Young Africans SC. Dès sa première saison, Aziz Ki et ses coéquipiers remportent le championnat et la coupe de Tanzanie. Ils atteignent aussi la finale de la Coupe de la confédération, défaits en raison de la règle du but à l'extérieur par l'USM Alger. Il est sacré joueur du mois du championnat de Tanzanie au mois d'octobre 2023, notamment grâce à son triplé inscrit face à l'Azam FC.

### En sélection
Stéphane Aziz Ki honore sa première sélection en équipe du Burkina Faso le 27 mars 2017 en amical face au Maroc. Il dispute son premier match officiel le 7 octobre 2017 en qualifications à la Coupe du monde 2018 contre l'Afrique du Sud. 
Aziz Ki doit alors attendre quatre ans et demi avant de retrouver le maillot des Étalons au mois de mars 2022. Le 7 juin 2022, il inscrit son premier but lors d'un match contre Eswatini en qualifications à la CAN 2023. 
Le 17 octobre 2023, il est décisif à deux reprises en match amical contre la Mauritanie avec un but et une passe décisive. 
Il est sélectionné par Hubert Velud pour participer à la CAN 2023. Il joue trois matchs durant la compétition, en étant titularisé en poules contre la Mauritanie et l'Angola avant d'entrer en fin de partie face au Mali en huitièmes de finale.

## Palmarès
- ASEC Mimosas
  - Vainqueur du Championnat de Côte d'Ivoire en 2021 et 2022

- Young Africans
  - Vainqueur du Championnat de Tanzanie en 2023
  - Vainqueur de la Coupe de Tanzanie en 2023